# هاردینگ (کانزاس)
هاردینگ (به انگلیسی: Harding) یک منطقهٔ مسکونی در ایالات متحده آمریکا است که در کانزاس واقع شده‌است.